# Горчинский, Юрий Николаевич
Юрий Николаевич Горчинский (1929—1999) — советский деятель госбезопасности, полковник, учёный в области криптографии, доктор физико-математических наук, профессор, академик Академии криптографии Российской Федерации.

## Биография
Родился 11.09.1929 в Хмельницкой области Украинской ССР.
В 1951 году окончил механико-математический факультет Московского государственного университета, в 1956 году — аспирантуру Восьмого Главного управления КГБ СССР.
- 1951—1953 сотрудник, старший сотрудник 2-го Главного управления Специальной службы при ЦК ВКП(б).
- 1953—1961 помощник руководителя группы, старший сотрудник 1 категории, руководитель группы отдела 8-го Главного управления при СМ СССР.
- 1961—1978 начальник отделения, научный консультант отдела Спецуправления 8-го Главного управления КГБ СССР.
- 1978—1993 научный консультант Спецуправления 8-го Главного управления КГБ СССР.

В сентябре 1993 года уволен в запас по возрасту. С 1993 академик — секретарь отделения математических проблем криптографии Академии криптографии РФ.
Внук — Сергей Олегович Горчинский, российский учёный-математик, доктор физико-математических наук.

## Награды
- Лауреат Государственной премии СССР (1975);
- Орден Красной Звезды;
- Орден «Знак Почёта»

Ведомственные знаки отличия:
- Почётный сотрудник госбезопасности